# 김혜선 (미스코리아)
김혜선(1986년 6월 3일 ~ )은 대한민국의 2011년 미스코리아 선(善)이다. 2011년 미스 인터내셔널에 대한민국 대표로 출전했으나 입상하진 못했다. 2008년 엘리트모델룩 선발대회에서 패션부문 여자 3위에 입상한 경력이 있다.

## 프로필
- 출생: 1986년 6월 3일
- 신체: 176cm, 51kg, 35-24-36
- 학력: 덕성여자대학교 영어영문학과
- 수상: 2011년 미스코리아 선(善), 2011년 미스코리아 인천 진(眞)
- 취미: 노래와 춤, 스토리 텔러
- 특기: 공연예술 보기, 기타연주